# Batalla de les Landes-Genusson
La batalla de Landes-Genusson va tenir lloc el 25 de novembre de 1795 durant la guerra de Vendée. Va acabar amb la victòria dels republicans que van repel·lir un atac dels Vendéans contra la ciutat de Landes-Genusson.

## Procés
Amenaçat per les forces republicanes de l'ajudant general Watrin, Charles Sapinaud de La Rairie, comandant de l'exèrcit catòlic i reial del Centre, es va trobar amb Charette a La Gaubretière el 23 o 24 de novembre de 1795. Aquest li va prestar algunes tropes i cavalleria.
El 25 de novembre de 1795, l'Exèrcit del Centre va atacar el cantó republicà de Landes-Genusson, defensat per 200 homes del 3r batalló de voluntaris dels Vosges. Encapçalats per Sapinaud i Fleuriot, els Vendéans són estimats pels republicans en uns mil homes. Segurament Charette no va participar en l'acció, però s'informa de genets del seu exèrcit, alguns vestits amb bata blanca i altres amb bata vermella. La lluita va durar una hora, sota una intensa pluja, i va acabar amb la victòria dels republicans que van repel·lir els atacants.

## Pèrdues
Segons l'informe dels administradors del departament de Loire-Inférieure {nota, 1}, de data 18 Frimaire (9 de desembre), els Vendéans van deixar 30 morts i es van endur un nombre més gran de ferits. En un informe a Hoche, l'ajudant general François Watrin indica que els rebels van perdre una vintena d'homes, enfront dels dos morts entre els republicans. L'historiador Lionel Dumarcet, per la seva banda, esmenta una vintena de morts, molts d'ells desertors.

## Conseqüències
Sapinaud es va retirar i va trobar refugi amb Stofflet a May-sur-Èvre, prop de Cholet, el 12 desembre. Va dimitir com a general i va signar la pau el gener de 1796.